# Эрнст II Гогенлоэ-Лангенбургский
Эрнст II Вильгельм Фридрих Карл Максимилиан Гогенлоэ-Лангенбургский (нем. Ernst Wilhelm Friedrich Carl Maximilian zu Hohenlohe-Langenburg; 13 сентября 1863, Лангенбург — 11 декабря 1950, Лангенбург) — регент Саксен-Кобург-Готского герцогства (1900—1905), сын князя Германа Гогенлоэ-Лангенбургского и принцессы Леопольдины Баденской.

## Биография

### Профессиональная жизнь
С рождения носил титул наследного принца Гогенлоэ-Лангенбургского. Работал в министерстве иностранных дел Германии, а также выступал в качестве помощника своего отца, бывшего немецким губернатором Эльзаса и Лотарингии с 1894 по 1907 год. С 1900 года по 19 июля 1905-го Эрнст был регентом Саксен-Кобург-Готы при двоюродном брате жены — несовершеннолетнем герцоге Карле Эдуарде. C 18 июля 1905	по 17 мая 1907 Директор колониального департамента в МИД Германии. С 1907 по 1911 год служил в рейхстаге (в том числе, с 1909 по 1910 год — вице-президентом).
После смерти отца в 1913 году Эрнст возглавил княжеский дом Гогенлоэ-Лангенбург, что сделало его членом Палаты господ Королевства Вюртемберг (до революции 1918 года). Во время Первой мировой войны он служил германскому правительству на различных дипломатических и военных должностях: генеральным делегатом на Восточном фронте, имперским комиссаром и военным инспектором, а также специальным посланником в Константинополе и на Балканах.

### Связь с нацистами
После прихода Гитлера к власти в Германию князь, сын которого был членом нацистской партии с 1931 года, вступил в неё в 1936 году. Отдалился от общественной жизни лишь после Второй мировой войны.

## Брак и дети

### Брак
Эрнст приходился внучатым племянником королеве Виктории и женился на её внучке, принцессе Александре Эдинбургской, дочери принца Альфреда, герцога Саксен-Кобург-Готского и герцога Эдинбургского, и великой княгини Марии Александровны 20 апреля 1896 года в Кобурге.
У него было 6 детей:
- Готфрид Гогенлоэ-Лангенбургский (24 мая 1897 — 11 мая 1960), женился на принцессе Маргарите Греческой и Датской.
- Мария Мелита Гогенлоэ-Лангенбургская (18 января 1899 — 8 ноября 1967)
- Александра Гогенлоэ-Лангенбургская (2 апреля 1901 — 26 октября 1963)
- Ирма Елена Гогенлоэ-Лангенбургская (4 июля 1902 — 8 марта 1986)
- Альфред Гогенлоэ-Лангенбургская (16 апреля 1911 — 18 апреля 1911)

Дети Эрнста и Александры были потомками как королевы Виктории, так и её сводной сестры — принцессы Феодоры Лейнингенской.